# Cadelbosco di Sopra
Cadelbosco di Sopra ist eine norditalienische Gemeinde (comune) in der Provinz Reggio Emilia in der Emilia-Romagna.

## Lage und Einwohner
Die Gemeinde liegt etwa 8 Kilometer nordwestlich von der Provinzhauptstadt Reggio nell’Emilia, etwa 22 Kilometer ostsüdöstlich von Parma und etwa 65 Kilometer nordwestlich von Bologna. Sie hat 10.720 Einwohnern (Stand 31. Dezember 2023)

## Geschichte
Die Ursprünge der Gemeinde reichen in die Mitte des 10. Jahrhunderts zurück. Der heutige Name wurde aber dem Ort selbst erst mit der Errichtung einer Festungsanlage im 13. Jahrhundert gegeben. Mehrfach wurde die Gemeinde durch die Pest heimgesucht: Aufzeichnungen aus den Jahren 1630, 1800 und 1830 belegen zahlreiche Todesfälle.

## Verkehr
Die frühere Strada Statale 63, die heute nur noch Provinzstraße ist, führt durch das Gemeindegebiet. Südlich davon verläuft die Autostrada A1 von Mailand Richtung Adria.